# 天主教埃努古教區
天主教埃努古教區 （拉丁語：Dioecesis Enuguensis）是尼日利亞一個羅馬天主教教區，屬奧尼查總教區。
教區成立於1962年11月12日，包括埃努古州一部。2012年有教友375,721人（佔轄區人口53.2%）、四十二個堂區、五十二名司鐸。現任教區主教為卡利斯都‧瓦倫丁‧奧納加。